# Список объектов культурного наследия Ишимбайского района
Список объектов культурного наследия Ишимбайского района включает двадцать объектов. За исключением одного памятника археологии, остальные носят статус объекта культурного наследия регионального значения, то есть 
обладающие историко-архитектурной, художественной, научной и мемориальной ценностью, имеющие особое значение для истории и культуры субъекта Российской Федерации
.

## Памятники археологии

### Памятники археологии федерального значения
| №                                       | Код памятника                             | Наименование памятника | Датировка             | Адрес                                                      |
| --------------------------------------- | ----------------------------------------- | ---------------------- | --------------------- | ---------------------------------------------------------- |
| 1                                       | Объект культурного наследия: № 0310037000 | Городище «Тура-Тау»    | 1 тыс.-1-я пол.2 тыс. | Стерлитамак, 14 км восточнее города, вершина горы Тура-Тау |
| Логотип конкурса «Вики любит памятники» | Объект культурного наследия: № 0310037000 |                        |                       |                                                            |

### Памятники археологии регионального значения
| Логотип конкурса «Вики любит памятники» | Объект культурного наследия: № 0300619000 |

| Логотип конкурса «Вики любит памятники» | Объект культурного наследия: № 0300620000 |

| Логотип конкурса «Вики любит памятники» | Объект культурного наследия: № 0300621000 |

| Логотип конкурса «Вики любит памятники» | Объект культурного наследия: № 0300623000 |

| Логотип конкурса «Вики любит памятники» | Объект культурного наследия: № 0300624000 |

| Логотип конкурса «Вики любит памятники» | Объект культурного наследия: № 0300625000 |

| Логотип конкурса «Вики любит памятники» | Объект культурного наследия: № 0300626000 |

| Логотип конкурса «Вики любит памятники» | Объект культурного наследия: № 0300627000 |

| Логотип конкурса «Вики любит памятники» | Объект культурного наследия: № 0300628000 |

| Логотип конкурса «Вики любит памятники» | Объект культурного наследия: № 0300629000 |

| Логотип конкурса «Вики любит памятники» | Объект культурного наследия: № 0300630000 |

| Логотип конкурса «Вики любит памятники» | Объект культурного наследия: № 0300631000 |

| Логотип конкурса «Вики любит памятники» | Объект культурного наследия: № 0300622000 |

| Логотип конкурса «Вики любит памятники» | Объект культурного наследия: № 0300978000 |

| Логотип конкурса «Вики любит памятники» | Объект культурного наследия: № 0300974000 |

## Памятники архитектуры
. Комплекс сооружений Верхоторского медеплавильного завода. Находится на окраине села Верхотор. В него входят следующие элементы
| Логотип конкурса «Вики любит памятники» | Объект культурного наследия: № 0300633003 |

| Логотип конкурса «Вики любит памятники» | Объект культурного наследия: № 0300633001 |

| Логотип конкурса «Вики любит памятники» | Объект культурного наследия: № 0300633002 |

## Памятники истории
| №                                       | Код памятника.                            | Наименование памятника                               | Адрес         |
| --------------------------------------- | ----------------------------------------- | ---------------------------------------------------- | ------------- |
| 1                                       | Объект культурного наследия: № 0300632000 | Братская могила партизан, погибших за власть советов | с. Петровское |
| Логотип конкурса «Вики любит памятники» | Объект культурного наследия: № 0300632000 |                                                      |               |